# كينغستون أبون هول الغربية وهيسل (دائرة انتخابية في المملكة المتحدة)
كينغستون أبون هول الغربية وهيسل  (بالإنجليزية: Kingston upon Hull West and Hessle)‏ هي إحدى الدوائر الانتخابية في المملكة المتحدة الممثلة في مجلس العموم في برلمان المملكة المتحدة.
عضو البرلمان الذي يمثلها حالياً هو :Rt Hon Alan Johnson (Lab).
‌